# Morskranes
Morskranes – wieś na wyspie Eysturoy, na Wyspach Owczych, mająca obecnie (I 2015 r.) 30 stałych mieszkańców. Kod pocztowy miejscowości FO-496.

## Demografia
Według danych Urzędu Statystycznego (I 2015 r.) jest 86. co do wielkości miejscowością Wysp Owczych.